# Die Prinzessin von Tiefenthal
Die Prinzessin von Tiefenthal ist ein Märchen (AaTh 400). Es steht in Johann Wilhelm Wolfs Deutsche Hausmärchen an dritter Stelle.

## Inhalt
Ein desertierter Soldat findet in einem Wirtshaus zwei Kollegen, verliert sie aber unterwegs wieder. Er kommt in ein Schloss, wo alles schwarz ist. Die Prinzessin erklärt ihm, wie er sie erlösen soll, indem er drei Nächte schweigt, sich nicht fürchtet. Das fällt ihm leicht. Tagsüber beschaut er das prächtige Schloss und malt alles. Nachts kommen drei Männer, spielen mit ihm Karten, wollen ihn zum Reden bringen, ihn schlachten, gar kochen. Morgens sind Schloss und Prinzessin jedes Mal weißer, dann fällt sie ihm als Erlöser um den Hals. Noch muss er ihr voraus zu ihrem Vater reiten, ohne sich aufhalten oder berühren zu lassen. Eine alte Frau will ihm den Soldatenzopf richten, er lässt es zu und schläft ein. Die Prinzessin legt ihm eine Wunschbörse und einen Brief hin, ihr nach Tiefenthal zu folgen. Die alte Frau weist ihm noch den falschen Weg zu einem Haus mit zwei Menschenfressern, deren Mutter aber hilft ihm, lässt ihn in Tiefenthal absetzen. Dort stattet er das Heer reich aus und wird des Königs General. Er baut das Schloss der Prinzessin nach. So erkennt sie ihn, als sie kommt, und sie heiraten.

## Stil
Die Prinzessin reimt „Wenn du mich willst wiedersehen, / Mußt du ins Königreich Tiefenthal gehen“, die Menschenfresser „Menschenfleisch riech ich, / Menschenfleisch genieß ich!“ (vgl. Wolfs Die fünf Fragen, Grimms Der Teufel mit den drei goldenen Haaren und andere Märchen). „Tiefenthal“ ist freilich ein Fantasieort, wohl ein verborgenes, tiefes Tal, vgl. später Ulrich Jahns ähnliches Märchen Die Königin von Tiefenthal.

## Herkunft
Der Titel Die Prinzessin von Tiefenthal ist bei Wolf nicht mit einem Sternchen (*) versehen, was laut seiner Vorrede anzeigt, dass er selbst den Text ausarbeitete. Seinen Quellen in der Kaserne entsprechend, sind oft entlaufene Soldaten die Helden, die Prinzessinnen mit Schloss erlösen. Dazu sind Qualnächte nötig, die Schöne wird nach und nach weißer. Vgl. Von den achtzehn Soldaten, Die zwölf Brüder, Die eisernen Stiefel, Von der schönen Schwanenjungfer, mit Kartenspiel Hans ohne Furcht. Der Erzähler bemerkt, dass damals Soldatenzöpfe üblich waren, was zur Zeit Friedrichs II. passen könnte. Dass der Held selbstverständlich lesen kann, spricht eher für neueren Ursprung der Erzählung. Der zweite Teil der Handlung ähnelt besonders Grimms Märchen Die Rabe. Die nie leer werdende Wunschbörse, wie im Volksbuch Fortunatus, erscheint hier wie beiläufig, vermeidet aber Schwierigkeiten, die der unstandesgemäße Freier vielleicht sonst hätte, vgl. Wolfs Das goldne Königreich, Die Räuberhöhle im Walde, Die dreizehn verwünschten Prinzessinnen, zum Erkennen am nachgebauten Schloss Des Todten Dank.